# IPO8
IPO8‏ (Importin 8) هوَ بروتين يُشَفر بواسطة جين IPO8 في الإنسان.